# Giro del Llac Maggiore
El Giro del Llac Maggiore (en italià Giro del Lago Maggiore), conegut com a GP Knorr, era una cursa ciclista suïssa que es va disputar de 1982 a 2006, pels voltants del Llac Maggiore. Tenia la sortida i arribada a Brissago, al Cantó de Ticino. Creada el 1982 amb el nom de Gran Premi de Brissago, el 1997 canvià al seu nom definitiu. Les seves dues últimes edicions van formar part del calendari l'UCI Europa Tour.
Normalment es disputava com una cursa d'un sol dia, però en algunes edicions es va córrer per etapes.
Igualment s'organitzava una cursa femenina que es va disputar fins al 2009.

## Palmarès masculí
| Any  | Vencedor            | Segon                | Tercer              |
| ---- | ------------------- | -------------------- | ------------------- |
| 1982 | Alain Dällenbach    | Marco Vitali         | André Gsell         |
| 1983 | Peter Wollenmann    | André Massard        | Killian Blum        |
| 1984 | Jörg Müller         | Bernard Voillat      | Jocelyn Jolidon     |
| 1985 | Guido Winterberg    | Stephan Joho         | Arno Kuttel         |
| 1986 | Kurt Steinmann      | Daniel Huwyler       | Peter Becker        |
| 1987 | Daniel Gisiger      | Walter Delle Case    | Jan Koba            |
| 1988 | Richard Trinkler    | Pius Schwarzentruber | Jocelyn Jolidon     |
| 1989 | Heinz Imboden       | Gilbert Glaus        | Rolf Rutschmann     |
| 1990 | Andrea Guidotti     | Gilbert Glaus        | Rolf Rutschmann     |
| 1991 | Bruno Risi          | Kurt Betschart       | Thomas Wegmuller    |
| 1992 | Thomas Wegmuller    | Kurt Betschart       | Daniel Wyder        |
| 1993 | Zbigniew Piatek     | Andrzej Sypytkowski  | Mauro Gianetti      |
| 1994 | Gianvito Martinelli | Fabrizio Bontempi    | Bruno Boscardin     |
| 1995 | Karl Kalin          | Francesco Secchiari  | Urs Graf            |
| 1996 | Armin Meier         | Gianpaolo Mondini    | Davide Casarotto    |
| 1997 | Endrio Leoni        | Gabriele Balducci    | Nicola Minali       |
| 1998 | Luca Mazzanti       | Gilberto Simoni      | Marco Milesi        |
| 1999 | Gabriele Balducci   | Romāns Vainšteins    | Alessandro Petacchi |
| 2000 | Tobias Steinhauser  | Stefano Zanini       | Artur Krzeszowiec   |
| 2001 | Paolo Bossoni       | Yauheni Seniushkin   | Alessandro Pozzi    |
| 2002 | Filippo Pozzato     | Piotr Przydzial      | Bostjan Mervar      |
| 2003 | Raffaele Illiano    | Markus Knopfle       | Kjell Carlstrom     |
| 2004 | Aitor Galdós        | Mikhaylo Khalilov    | Sascha Urweider     |
| 2005 | Mauro Santambrogio  | Michele Maccanti     | Danilo Napolitano   |
| 2006 | Giairo Ermeti       | Fredrik Kessiakoff   | Roger Beuchat       |

## Palmarès femení
| Any  | Vencedora         | Segona                   | Tercera             |
| ---- | ----------------- | ------------------------ | ------------------- |
| 1985 | Barbara Ganz      |                          |                     |
| 1986 | Roberta Bonanomi  |                          |                     |
| 1987 | Imelda Chiappa    | Luzia Zberg              | Dominique Damiani   |
| 1988 | Edith Schönberger | Barbara Ganz             | Isabelle Michel     |
| 1989 | Barbara Ganz      | Evelyne Müller           | Edith Schönberger   |
| 1990 | Eva Gallmann      |                          |                     |
| 1991 | Luzia Zberg       | Evelyne Müller           | Yvonne Elkuch       |
| 1992 | Hanni Weiss       | Susanne Krauer           | Evelyne Müller      |
| 1993 | Yvonne Schnorf    | Luzia Zberg              | Karin Romer         |
| 1994 | Luzia Zberg       | Yvonne Schnorf           | Nicole Ebner        |
| 1997 | Andrea Hänny      | Marcia Eicher            | Jolanda Schleuniger |
| 1998 | Chantal Daucourt  | Natalia Iuganiuk         | Lucille Hunkeler    |
| 1999 | Natalia Iuganiuk  | Chantal Daucourt         | Marika Murer        |
| 2000 | Greta Zocca       | Regina Schleicher        | Nicole Brändli      |
| 2001 | Marika Murer      | Natalia Iuganiuk         | Barbara Cazzaniga   |
| 2002 | Vera Carrara      | Volha Hayeva             | Alexandra Vetter    |
| 2003 | Alison Wright     | Noemi Cantele            | Hayley Brown        |
| 2004 | Vera Carrara      | Caroline Payot-Podevin   | Bettina Kuhn        |
| 2005 | Giorgia Bronzini  | Janildes Fernandes Silva | Bettina Kuhn        |
| 2006 | Fabiana Luperini  | Diana Ziliute            | Nicole Brändli      |
| 2007 | Noemi Cantele     | Magali Mocquery          | Fabiana Luperini    |
| 2008 | Nicole Brändli    | Noemi Cantele            | Marta Bastianelli   |
| 2009 | Noemi Cantele     | Jeannie Longo            | Eva Lutz            |